# Ulrike Harzer
Ulrike Harzer (* 13. Juni 1968 in Karl-Marx-Stadt, heute Chemnitz, DDR) ist eine deutsche Politikerin (FDP). Sie war von 2021 bis 2025 Mitglied des Deutschen Bundestages.

## Leben
Harzer wurde 1968 in Karl-Marx-Stadt geboren und beendete dort ihre Schullaufbahn mit dem Abitur. Nach einem abgebrochenen Pädagogikstudium für Slawistik und Anglistik erlernte sie den Beruf der Wirtschaftskauffrau. Bis nach der politischen Wende arbeitete Harzer im Interhotel „Kongreß“ in Chemnitz. Ab 1996 war sie im Berghotel Wettiner Höhe in Seiffen/Erzgeb. als Empfangschefin tätig. Sie lernte im Erzgebirge ihren Mann kennen, in dessen Firma für Erzgebirgische Holzkunst in Deutschneudorf sie später arbeitete. Harzer ist Mutter von drei Kindern. Harzer ist evangelisch-lutherischer Konfession.

## Politisches Engagement
Harzer ist laut eigenen Angaben durch Guido Westerwelle inspiriert worden, in der Politik aktiv zu werden. Mit ihrem Eintritt in die Freie Demokratische Partei im Jahr 2007 lernte sie die damaligen FDP-Volksvertreter des Erzgebirges Heinz-Peter Haustein und Tino Günther kennen. Zwischen 2008 und 2014 arbeitete Harzer für die FDP-Fraktion im Sächsischen Landtag als parlamentarische Beraterin. Seit 2019 ist Harzer Kreisvorsitzende der FDP Erzgebirge. Sie war bis 2021 als Geschäftsführerin der FDP-nahen Wilhelm-Külz-Stiftung tätig.
Zur Bundestagswahl 2021 wurde Harzer von ihrer Partei als Direktkandidatin des Wahlkreises Erzgebirgskreis I aufgestellt. Zusätzlich wurde sie auf Platz vier der Landesliste der FDP Sachsen gewählt. Über diesen Listenplatz erreichte Harzer den Einzug in den 20. Deutschen Bundestag.

## Positionen
Harzer setzt auf Freiheit und Verantwortung, soziale Marktwirtschaft und wirtschaftlichen Aufschwung als Gegenmodell eines reglementierenden Staates. Sie möchte im Erzgebirge „beste Bildungsmöglichkeiten und eine ausgebaute Infrastruktur“ schaffen, indem Verkehrswege, Gesundheitsvorsorge und Mobilitätskonzepte verbessert werden. Existenzgründer möchte sie unterstützen.
Harzer tritt für eine Amtszeitbegrenzung von Politikern im Bundestag ein und möchte die Mindestanforderungen für ein Bundestagsmandat an berufliche Erfahrungen knüpfen. Im Bereich des Klimaschutzes unterstützt Harzer den Erhalt und die Vermehrung des Waldbestands.